# Bundesstraße 43
Die Bundesstraße 43 (Abkürzung: B 43) durchquert das Bundesland Hessen in Ost-West-Richtung und verbindet so Wiesbaden mit Hanau.

## Verlauf
Die Bundesstraße beginnt auf nördlicher Mainseite im Wiesbadener Stadtteil Mainz-Kastel und führt zunächst nach Mainz-Kostheim, wo sie den Main mit der Kostheimer Brücke überquert und auf südlicher Mainseite durch Gustavsburg führt. Der folgende Verlauf ist parallel zur Mainbahn durch Bischofsheim, Rüsselsheim am Main und Raunheim bis Kelsterbach. Ab der Querspange Kelsterbach ist die B 43 als Autobahnähnliche Kraftfahrstraße ausgebaut. In Frankfurt am Main verläuft sie zunächst parallel zur Bundesautobahn 3 am Flughafen Frankfurt Main vorbei.
Ab der Anschlussstelle Frankfurt-Süd der A 3 wird sie als Mörfelder Landstraße bis zum Oberforsthaus zwar fahrstreifengetrennt, jedoch nicht mehr als Kraftfahrstraße, am Frankfurter Waldstadion vorbei nach Norden durch den Stadtteil Frankfurt-Sachsenhausen geführt. Im nördlichen Sachsenhausen ist sie als normale Stadtstraße ausgeführt und führt in Richtung Osten bis nach Offenbach-Kaiserlei. Dort wird sie über die Bundesautobahn 661 geleitet und verlässt diese an der Anschlussstelle Taunusring, wo sie als Offenbacher Ringstraße weiterläuft. Über die Mühlheimer Straße wird sie dann nach Osten weitergeleitet durch Mühlheim am Main im Landkreis Offenbach, bis sie schließlich Hanau erreicht, wo sie an der L 3193 (ehemalige B 8) endet. Früher verlief sie von hier aus weiter über Rodenbach („Rodenbacher Chaussee“) nach Gelnhausen, wo sie an der B 40 endete. Dieser Abschnitt zeichnet sich durch einen sehr großzügigen Querschnitt aus, wurde aber zur Landesstraße inzwischen abgestuft. Interessanterweise verlief die alte B 43 zwischen Mainz und Gelnhausen absolut parallel zur B 40. Dies lässt sich vielleicht mit der schon damals großen Verkehrsbedeutung erklären. Heute verlaufen mit dieser Verbindung zusätzlich die A 3 und die A 66 sowie diverse Zubringer parallel.

## Ausbauzustand
Der Ausbauzustand der B 43 gliedert sich wie folgt:
| Abschnitt                                            | Streifen | Trennstreifen | Bemerkung           |
| ---------------------------------------------------- | -------- | ------------- | ------------------- |
| Wiesbaden-Mainz-Kastel – K 202 Gustavsburg           | 2        | nein          |                     |
| K 202 Gustavsburg – Rüsselsheim-Kurt-Schumacher-Ring | 4        | ja            | autobahnähnlich     |
| Rüsselsheim-Kurt-Schumacher-Ring – Kreuz Rüsselsheim | 4        | ja            | nicht kreuzungsfrei |
| Kreuz Rüsselsheim – Raunheim                         | 4        | ja            | autobahnähnlich     |
| Raunheim – Kelsterbach                               | 2        | nein          |                     |
| Kelsterbach – L 3317 Frankfurt am Main               | 4        | ja            | autobahnähnlich     |
| L 3317 Frankfurt am Main – L 3064 Mühlheim am Main   | 4        | nein          | städtisch           |
| L 3064 Mühlheim am Main – L 3309 Hanau               | 2        | nein          |                     |
| L 3309 Hanau – L 3328 Hanau                          | 4        | nein          | städtisch           |
| L 3328 Hanau – Wolfgang                              | 2        | nein          |                     |

## Geschichte
Ihr westliches Ende lag nach dem Zweiten Weltkrieg zunächst an der durch Bischofsheim verlaufenden B 26 (Frankfurter Straße/Mainzer Straße/Darmstädter Straße). Anfang der 1950er Jahre wurde sie auf eine nördlich an der Bahnstrecke Bischofsheim – Gustavsburg verlaufende Neubaustraße verlegt und damit etwas verlängert. Sie endete weiterhin an der B 26, aber jetzt am Ortsrand von Gustavsburg. Ihr östliches Ende lag zunächst an der B 45 in Steinheim. Später erfolgte eine Verlängerung im Kinzigtal bis Gelnhausen.

## Lkw-Maut
Auf den Streckenabschnitten zwischen Rüsselsheim und Raunheim, sowie auf der Bundesstraße 43a und 45 zwischen Dieburg und Hanauer Kreuz, wird seit 1. August 2012 die Lkw-Maut erhoben.